# 塞尔日·布吕松
塞尔日·布吕松（法語：Serge Blusson，1928年5月7日—1994年3月14日），法国男子自行车运动员。他曾代表法国参加1948年夏季奥林匹克运动会自行车比赛，获得男子团体追逐赛金牌。